# 广州地铁设计研究院
广州地铁设计研究院股份有限公司（深交所：003013，简称：地铁设计）是广州地铁集团的控股子公司，其业务范围涵盖城市轨道交通、市政、建筑等工程的规划咨询、勘察设计、工程总承包等领域，遍及广州、北京、天津、南京、深圳、武汉等40余个中国大陆城市。除广佛两地的地铁项目外，设计院还中标了福州地铁4号线、南宁地铁3号线、长沙地铁4号线、西安地铁4号线等多条线路的总体总包、设计总承包等工作。

## 历史
1993年6月29日，公司前身广州市地下铁道设计研究院获批成立。
设计院成立之初，便争取到刚开工的广州地铁1号线烈士陵园、坑口、西塱三站及两区间的设计任务。1998年，设计院联合其他设计院，承担广州地铁2号线的设计总体总包任务，是首次承担全线设计任务。2000年，设计院更独立承担广州地铁3号线的设计总体总包任务。2005年，设计院首次迈出广州市场，承接了成都、武汉地铁的设计项目。
2016年8月，广州地铁集团启动地铁设计院改制上市工作。2020年10月，成功在深圳证券交易所上市。